# Колесникова, Мария Васильевна
Мари́я Васи́льевна Коле́сникова (1920—2007) — советский хозяйственный, государственный и политический деятель, Герой Социалистического Труда.

## Биография
Мария Васильевна Колесникова родилась 2 октября 1920 года в совхозе «Сталь». Накануне Великой Отечественной войны Мария Васильевна поступила в Петровское педучилище, проучилась 2 года, но стать учителем помешала война.
12 июня 1943 года М. В. Колесникова была мобилизована, служила на III Белорусском фронте связисткой.
После окончания войны (демобилизована 3 сентября 1945 года) приехала в родной совхоз, где около 40 лет проработала свинаркой. Была первой, кто стал выращивать молодняк в летних свинолагерях.
В 1955 году М. В. Колесникову направили в Москву для участия в Выставке Достижений Народного Хозяйства. Неоднократно избиралась депутатом городского, районного, областного Советов, а в 1963 году — депутатом Верховного Совета от Аткарского избирательного округа.
Является родоначальницей движения тысячниц. По её примеру многие свинарки совхоза начали выращивать по 1000 поросят.
До 1969 года Мария Васильевна работала свинаркой, затем по 1975 год — весовщицей на автовесах (переведена по состоянию здоровья). С 1975 года находилась на пенсии, умерла 9 июля 2007 года.
Награды М. В. Колесниковой: орден Ленина и звание Героя Социалистического Труда (1966), юбилейная медаль «30 лет Победы», медали: «За трудовое отличие», «Ветеран труда», «За победу над Германией в Великой Отечественной войне», юбилейная медаль «За доблестный труд. В ознаменование 100-летия с дня рождения В. И. Ленина», медаль «60 лет Вооружённых Сил СССР».